# Parafia Podwyższenia Krzyża Świętego w Czartajewie
Parafia pw. Podwyższenia Krzyża Świętego w Czartajewie – rzymskokatolicka parafia należąca do dekanatu siemiatyckiego, diecezji drohiczyńskiej, metropolii białostockiej.

## Historia
W 1987 roku w Czartajewie zbudowano kaplicę należącą do parafii Siemiatycze. Poświęcił ją w 1991 roku bp. Władysław Jędruszuk. 29 czerwca 2002 roku bp. Antoni Dydycz erygował w Czartajewie samodzielną parafię.

## Duszpasterze

### Proboszczowie
Proboszczem parafii jest od 2010 jest ks. dr. Jarosław Błażejak

## Obszar parafii

### Miejscowości i ulice
W granicach parafii znajdują się miejscowości:
- Czartajew,
- Grzyby-Orzepy,
- Krasewice Stare,
- Krasewice-Jagiełki,
- Wyromiejki.